# Ulrich Caspar

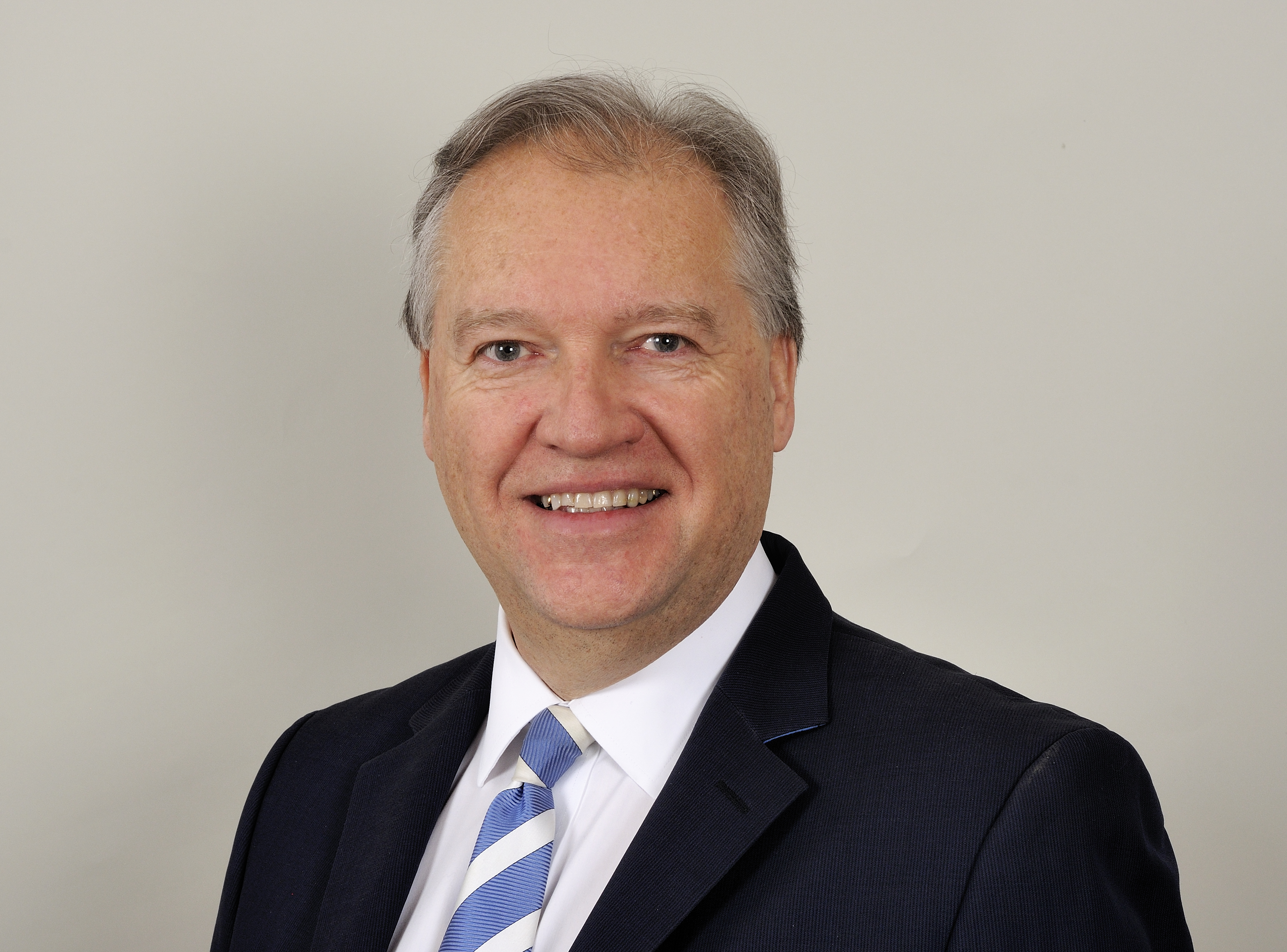
Ulrich Caspar (2013).

Ulrich Caspar (* 31. Mai 1956 in Frankfurt am Main) ist ein deutscher Unternehmer und IHK-Präsident in Frankfurt am Main. Er war Politiker (CDU) und Abgeordneter des Hessischen Landtags.

## Ausbildung und Beruf
Nach dem Abitur im Jahre 1975 studierte Caspar Wirtschaftsingenieurwesen in Darmstadt und Wirtschaftswissenschaften in Frankfurt am Main bis zum Abschluss als Diplom-Betriebswirt. Später studierte er noch nebenberuflich: Politische Wissenschaften, Geschichte und Soziologie. Sein Unternehmen hat er 1981 gegründet und seit 1985 wird es als GmbH geführt. Diese Gesellschaft investiert in entwicklungsfähige Immobilien, berät bei großen Bau- und Immobilienprojekten und ist in der Unternehmens- und Finanzierungsberatung tätig. Neben Deutschland führte es auch Projekte in den USA, in der Schweiz und Frankreich durch. Das Unternehmen ist Mitglied der Immobilienbörse der IHK Frankfurt am Main.
Darüber hinaus sammelte er berufliche Erfahrungen durch kaufmännische Tätigkeiten bei Wohnungsunternehmen und als Projektentwickler von 1972 bis 1986 und von 1991 bis 1996 als Direktor von Hardy & Co Privatbankiers. Aufsichtsratstätigkeiten: u. a. ABG Frankfurt Holding, FES Frankfurter Entsorgungs- und Service GmbH, Rhein-Main-Verkehrsverbund-Service-GmbH, ICF Bank AG, Nassauische Heimstätte.

## Politik und Ehrenamt
Seit 1975 ist Ulrich Caspar Mitglied in der CDU und war dort in unterschiedlichen Vorstandsfunktionen aktiv.
In der Zeit von 1981 bis 1989 war er Ortsbeiratsmitglied Frankfurt 7, davon von 1981 bis 1985 Ortsvorsteher.
Von 1989 bis 1993 und von 1997 bis 2001 war Ulrich Caspar Abgeordneter im Umlandverband Frankfurt, von 2001 bis 2004 und 2008 bis 2009 ehrenamtlicher Stadtrat in Frankfurt am Main.
Von 2003 bis zum 17. Januar 2019 war Caspar Mitglied des Hessischen Landtags. Dort war er der stellvertretende Vorsitzende des Umweltausschusses, Mitglied im Ausschuss für Wirtschaft und Verkehr, Sprecher für den Finanzplatz Frankfurt und Verkehrs- und Wohnungspolitischer Sprecher der CDU-Fraktion und CDU-Sprecher im Unterausschuss für Heimatvertriebene, Aussiedler, Flüchtlinge und Wiedergutmachung. Caspar wurde stets im Wahlkreis Frankfurt am Main II gewählt.
Nach seiner politischen Laufbahn wurde er am 9. Mai 2019 als Präsident der IHK Frankfurt am Main gewählt. Er ist auch Vorsitzender des DIHK Bau- und Immobilienausschuss und Präsidiumsmitglied der DIHK (Deutsche Industrie- und Handelskammer). Als Vorsitzender von PERFORM leitet er die Wirtschaftskammern der Metropolregion FrankfurtRheinMain und ist Vizepräsident des HIHK (Hessischer Industrie- und Handelskammertag e.V.) 
Ehrenamtlich engagiert er sich auch im Vorstand von Haus & Grund Frankfurt, im VhU-Bau- und Immobilienausschuss und im Vorstand der Ludwig-Börne-Stiftung.